# Dienstbetrekking
Dienstbetrekking is een begrip dat gehanteerd wordt in het arbeidsrecht en in Nederland ook in het fiscale recht en dan voornamelijk in de loonbelasting. Er is sprake van een dienstbetrekking als er aan de volgende drie voorwaarden is voldaan:
1. Er is sprake van het verrichten van persoonlijke arbeid (door de werknemer). Het gaat dus niet om werkzaamheden die opdrachtnemer redelijkerwijs door iemand anders kan laten verrichten (vrije vervanging).
2. Het betalen van arbeidsloon (door de werkgever). Dit kan ook loon in natura of andere genoten voordelen betreffen. Bij onbetaald vrijwilligerswerk is er dus geen dienstbetrekking.
3. Er moet sprake zijn van een gezagsverhouding (tussen de werknemer en werkgever). De vraag is dan of de werkgever de werknemer instructies kan geven over hoe de arbeid verricht wordt. Dit is niet altijd duidelijk. Zo werd de deelname van een beroepsvoetballer aan het Nederlands voetbalelftal door de Hoge Raad gezien als dienstbetrekking.

## Belang van het begrip
Het recht onderscheidt meerdere vormen voor het verrichten van arbeid. Afhankelijk van de vorm zijn bepaalde regels wel of niet van toepassing. Daarbij beoogt de wet bescherming te bieden aan de zwakkere partij bij een arbeidsrelatie. De meeste regels met betrekking tot de arbeidsovereenkomst zijn van dwingend recht. Maar niet alle arbeid die verricht wordt, wordt verricht krachtens een arbeidsovereenkomst.
De wettelijke bescherming die de wet de werknemer biedt kan voor een werkgever aanleiding zijn om contracten te gebruiken die niet gelden als arbeidsovereenkomst. Als de werkelijke relatie echter gekwalificeerd kan worden als een dienstbetrekking dan kan de naam van het contract de wet echter niet terzijde schuiven. Arbeid die verricht wordt in dienstbetrekking valt onder de arbeidsovereenkomst zoals geregeld in het Burgerlijk Wetboek.
Daarbij geldt nog wel de beperking die de wet zelf maakt. Werknemers die in dienstbetrekking zijn bij de overheid vallen niet onder de regels van de arbeidsovereenkomst tenzij dit uitdrukkelijk is overeengekomen, of is geregeld in een aparte wet.

## Fictieve dienstbetrekking
In een aantal situaties stelt de wet op de Loonbelasting 1964 bepaalde arbeidsverhoudingen gelijk aan een dienstbetrekking, bijvoorbeeld voor stagiairs of personen die niet vanuit hun onderneming werk hebben aangenomen. Ook op vrijwillige basis kan de opdrachtnemer samen met zijn opdrachtgever vooraf ervoor kiezen om de arbeidsverhouding als fictieve dienstbetrekking aan te merken, dit heet opting-in. De opdrachtgever draagt dan loonbelasting/premie volksverzekeringen en bijdrage Zorgverzekeringswet (Zvw) voor de opdrachtnemer af. De gemaakte kosten voor de werkzaamheden zijn dan niet aftrekbaar. Wel kan de opdrachtgever bepaalde vergoedingen onbelast aan de opdrachtnemer verstrekken, bijvoorbeeld een reiskostenvergoeding of een vergoeding voor de aanschaf van een computer. De keuze kan per taak of opdracht worden gemaakt. De opting-in-regeling geldt niet voor de werknemersverzekeringen. Daar is dus geen premie voor verschuldigd en er kan geen aanspraak op uitkeringen worden gemaakt. Ook is de opdrachtgever niet verplicht de inkomensafhankelijke bijdrage Zorgverzekeringswet te vergoeden en zijn arbeidsrechtelijke regelingen, zoals het ontslagrecht, niet van toepassing.
Ook wanneer iemand directeur-grootaandeelhouder is van een B.V., is er in fiscale zin sprake van een fictieve dienstbetrekking. De werknemersverzekeringen (WW, WIA en ZW) merken het evenwel niet aan als dienstbetrekking, waardoor enerzijds geen premies hoeven te worden betaald, maar anderzijds ook geen uitkeringen kunnen worden ontvangen. De Regeling aanwijzing directeur-grootaandeelhouder geeft regels in welke gevallen een bestuurder wordt aangemerkt als directeur-grootaandeelhoudeelhouder, maar bepaalt ook dat het UWV bevoegd is om in afwijking van die regels een bestuurder als gewone werknemer te merken (zodat de verzekeringen wel gelden), indien deze door feiten en omstandigheden aantoont daadwerkelijk ondergeschikt te zijn aan de algemene vergadering van de vennootschap.

## Schijnzelfstandige
Soms is er een situatie die lijkt op een dienstbetrekking, maar in plaats van een arbeidsovereenkomst is er een overeenkomst van opdracht of overeenkomst tot aanneming van werk. Redenen kunnen te maken hebben met verzekeringsplicht werknemersverzekeringen, minimumloon, werkvergunning, ontslagbescherming, fiscale faciliteiten ten aanzien van winst uit onderneming, en dergelijke. Soms wordt hier tegen opgetreden als zijnde schijnzelfstandigheid om regels te ontduiken. In dat kader is in 2016 de in 2017 weer ingetrokken wetgeving Deregulering Beoordeling Arbeidsrelaties opgesteld.